# Pediastrum
Pediastrum je rod zelenih algi iz porodice Hydrodictyaceae, koja nastanjuje slatkovodna područja.

## Izgled
Pediastrum je plutajuća kolonijalna alga sastavljena od 2 do 128 mnogokutnih stanica (ovisno o vrsti). Te stanice su kružno ili zvjezdasto poredane. Promjer joj je do 450 mikrometara. Svaka stanica ima jednu jezgru i kloroplast s pirenoidom (bjelančevinasto područje odgovorno za proizvodnju škroba fotosintezom).

## Vrste
1. Pediastrum angulosum Ehrenberg ex Meneghini
2. Pediastrum aniae Comas Gonzáles
3. Pediastrum argentinense Bourrelly & Tell
4. Pediastrum bareilliense I.Habib, U.K.Chaturvedi & U.C.Pandey
5. Pediastrum berolinense E.Hegewald
6. Pediastrum bisnupurense Keshri & P.Mallick
7. Pediastrum biwae Negoro
8. Pediastrum bobyensis Kant & P.Gupta
9. Pediastrum braunii Wartmann
10. Pediastrum contiguum P.González
11. Pediastrum duplex Meyen - tipična
12. Pediastrum ellipticum Ehrenberg ex Ralfs
13. Pediastrum inconspicuum Kant & P.Gupta
14. Pediastrum integrum Nägeli
15. Pediastrum janaktalense S.P.Sharma, Saksena & Agarkar
16. Pediastrum lehense Kant & P.Gupta
17. Pediastrum leonensis Tell & M.C.Zamaloa
18. Pediastrum longicorne Kant & P.Gupta
19. Pediastrum marvillense Thérézien & Couté ex Parra Barrientos
20. Pediastrum musterii Tell & G.Mataloni
21. Pediastrum obtusum Lucks
22. Pediastrum orbitale Komárek
23. Pediastrum ovatum (Ehrenberg) A.Braun
24. Pediastrum patagonicum Tell & G.Mataloni
25. Pediastrum quadricornutum Prescott
26. Pediastrum sarmae Keshri & P.Mallick
27. Pediastrum sculptatum G.M.Smith
28. Pediastrum spinosum Kant & P.Gupta
29. Pediastrum subgranulatum (Raciborski) J.Komárek & V.Jankovsk
30. Pediastrum taylorii Sieminska
31. Pediastrum tetrapodum Morozova-Vodyanitskaya
32. Pediastrum tricuspidatum Conrad
33. Pediastrum tricyclium Hassall ex Ralfs
34. Pediastrum wintonense Croome & Fabbro

## Vanjske poveznice
|  | Zajednički poslužitelj ima još gradiva o temi Pediastrum |
|  | Wikivrste imaju podatke o taksonu Pediastrum             |

- Youtube - video zapis